# São Miguel de Machede
São Miguel de Machede is een plaats (freguesia) in de Portugese gemeente Évora en telt 983 inwoners (2001).